# Inga balsapambensis
Inga balsapambensis é uma espécie vegetal da família Fabaceae.
Pequena árvore que ocorre em encostas íngremes entre 1.550 e 1.770 metros na encosta ocidental dos Andes equatorianos, principalmente na região da cidade de Chiriboga e na região próxima a estrada velha entre Quito e Santo Domingo de Los Colorados, no Equador.
Esta região foi outrora coberta de floresta úmida, e atualmente as áreas há poucos fragmentos de florestas remanescentes e que estão sendo rapidamente desmatadas. A maior parte das quatro populações conhecidas de I. Balsapambensis são de remanescentes florestais ou de árvores isoladas em pastagens.